# Torre da Marinha
Torre da Marinha é uma localidade portuguesa localizada na União das Freguesias do Seixal, Arrentela e Aldeia de Paio Pires, Município do Seixal e tem cerca de 4000 habitantes. Nos últimos anos, deixou de ser uma pequena aldeia envelhecida, passando a ser uma localidade com muita densidade populacional e diversidade racial.
Reclama o direito a ser freguesia.
O lugar possui várias infra-estruturas: praça municipal, esquadra de policia, centro de saúde, escolas e um centro comercial (Rio Sul Shopping).
Em 2006 foi concluída a construção do Pavilhão Municipal da Torre da Marinha. Sendo esse Pavilhão parte do clube Independente Futebol Clube Torrense, a equipa da localidade. Torre da Marinha tem 3 escolas, a Escola EB1 Torre da Marinha, Escola EB1 Quinta de Nossa Senhora de Monte Sião e a Escola Secundária Alfredo dos Reis Silveira.
Em Agosto de 2009 a Ministra da Saúde veio ao Seixal assinar o contrato da construção de um Hospital situado no Fogueteiro. Que estaria concluído no fim do ano de 2012. Até à data ( Novembro 2022), o hospital ainda não está construído.